# Panamerikanische Spiele 1955
Die II. Panamerikanische Spiele wurden vom 12. bis 26. März 1955 in der mexikanischen Hauptstadt Mexiko-Stadt ausgetragen. An den Spielen nahmen 2.583 Athleten aus 22 Ländern teil. Zentrale Wettkampfstätte war das Universitätsstadion.

## Sportarten
Während der panamerikanischen Spiele von Mexiko-Stadt wurden Wettbewerbe in insgesamt 17 Sportarten veranstaltet. 
| - Baseball - Basketball - Boxen (Resultate) - Fechten - Fußball (Resultate) - Gewichtheben (Resultate) - Leichtathletik (Resultate) - Moderner Fünfkampf - Pferdesport | - Radfahren - Rudern - Schwimmen - Sportschießen - Synchronschwimmen - Tennis (Resultate) - Turnen - Volleyball |

## Medaillenspiegel
Erfolgreichste Nation wurden die Vereinigten Staaten.
| Platz | Land                     | Gold | Silber | Bronze | Gesamt |
| ----- | ------------------------ | ---- | ------ | ------ | ------ |
| 1     | Vereinigte Staaten       | 81   | 58     | 38     | 177    |
| 2     | Argentinien              | 27   | 31     | 15     | 73     |
| 3     | Mexiko                   | 17   | 11     | 30     | 58     |
| 4     | Chile                    | 4    | 7      | 13     | 24     |
| 5     | Kanada                   | 4    | 4      | 3      | 11     |
| 6     | Venezuela                | 2    | 5      | 11     | 18     |
| 7     | Brasilien                | 2    | 3      | 12     | 17     |
| 8     | Kolumbien                | 2    | 3      | 1      | 6      |
| 9     | Kuba                     | 1    | 6      | 6      | 13     |
| 10    | Panama                   | 1    | 1      | 0      | 2      |
| 11    | Dominikanische Republik  | 1    | 0      | 1      | 2      |
| 11    | Guatemala                | 1    | 0      | 1      | 2      |
| 13    | Uruguay                  | 0    | 6      | 3      | 9      |
| 14    | Puerto Rico              | 0    | 2      | 2      | 4      |
| 15    | Jamaika                  | 0    | 2      | 1      | 3      |
| 16    | Niederländische Antillen | 0    | 1      | 3      | 4      |
| 17    | Trinidad und Tobago      | 0    | 1      | 1      | 2      |